# Campeonato Mineiro de Voleibol

|-
 

 

 

 

 

 

 

 

 

 

 

 

 

 

 

 

 

 

 

 

 

 

 

 

 

 

 

 

 

 

 

 

 

 

 

 

 

 

 

 

 

 

 

 

 

 

 

 

 

 

 

 

 

 

 

 

 

 

 

 

 

 

 

 

 

 

 

 

 

 

 

 

 

 

 

 

 

 

 

 

 

 

 

 

 

 

 

 

 

 

 

 

 

 

 

 

 

 

 

 

 

 

 

 

 

 

 

 

 

 

 

 

 

 

 

 

 

 

 

 

 

 

 

 

 

 

 

 

 

 

 

 

 

 

 

 

 

 

 

 

 

 

 

 

 

 

 

 

 

 

 

 

 

 

 

 

 

 

 

 

 

 

 

 

 

 

 

 

 

 

 

 

 

 

 

 

 

 

 

 

 

 

 

 

 

 

 

 

 

 

 

 

 

 

 

 

 

 

 

 

 

 

 

 

 

 

 

 

 

 

 

 

 

 

 

 

 

 

 

 

 

 

 

 

 

 

 

 

 

 

 

 

 

 

 

 

 

 

 

 

 

 

 

 

 

 

 

 

 

 

 

 

 

 

 

 

 

 

 

 

 

 

 

 

 

 

 

 

 

 

 

 

 

 

 

 

 

 

 

 

 

 

 

 

 

 

 

 

 

 

 

 

 

 

 

 

 

 

 

 

 

 

 

 

 

 

 

 

 

 

 

 

 

 

 

 

 

 

 

 

 

 

 

 

 

 

 

 

 

 

 

 

 

 

 

 

 

 

 

 

 

 

 

 

 

 

 

 

 

 

 

 

 

 

 

 

 

 

 

 

 

 

 

 

 

 

 

 

 

 

 

 

 

 

 

 

 

 

 

 

 

 

 

 

 

 

 

 

 

 

 

 

 

 

 

 

 

 

 

 

 

 

 

 

 

 

 

 

 

 

 

 

 

 

 

 

 

 

 

 

 

 

 

 

 

 

 

 

 

 

 

 

 

 

 

 

 
O Campeonato Mineiro de Voleibol é uma competição de voleibol disputada por clubes do Estado de Minas Gerais. O primeiro campeonato aconteceu em 1934 e vem sendo disputado anualmente, com algumas interrupções. O torneio foi inicialmente organizado pela Associação Mineira de Esportes Gerais (AMEG). 
O formato e número de participantes tem variado ao longo dos anos, e em algumas ocasiões times de outros estados disputaram a competição. A edição de 2014 terá 4 participantes no masculino e 5 participantes no feminino. Os maiores campeões são o Minas Tênis Clube no masculino (20 conquistas) e o Mackenzie Esporte Clube no feminino (15 conquistas).

## Campeonato Mineiro de Voleibol Masculino
| Ano           | Campeão                 | Vice-campeão      | Terceiro Lugar                    |
| ------------- | ----------------------- | ----------------- | --------------------------------- |
| 1934 Detalhes | Clube Marcos Lisboa     | ASA               | Desconhecido                      |
| 1935          | Não houve disputa       | Não houve disputa | Não houve disputa                 |
| 1936 Detalhes | ASA                     | Desconhecido      | Desconhecido                      |
| 1937 Detalhes | Glória E. C.            | Desconhecido      | Desconhecido                      |
| 1938 Detalhes | Glória E. C.            | Desconhecido      | Desconhecido                      |
| 1939 Detalhes | E. C. Payssandu         | Desconhecido      | Desconhecido                      |
| 1940 a 1942   | Não houve disputa       | Não houve disputa | Não houve disputa                 |
| 1943 Detalhes | Atlético-MG             | Desconhecido      | Desconhecido                      |
| 1944 Detalhes | Atlético-MG             | Desconhecido      | Desconhecido                      |
| 1945 Detalhes | Olympico                | Desconhecido      | Desconhecido                      |
| 1946 a 1947   | Não houve disputa       | Não houve disputa | Não houve disputa                 |
| 1948 Detalhes | Atlético-MG             | Desconhecido      | Desconhecido                      |
| 1949 Detalhes | Atlético-MG             | Desconhecido      | Desconhecido                      |
| 1950 Detalhes | Atlético-MG             | Desconhecido      | Desconhecido                      |
| 1951 Detalhes | Atlético-MG             | Desconhecido      | Desconhecido                      |
| 1952 Detalhes | Atlético-MG             | Desconhecido      | Desconhecido                      |
| 1953 Detalhes | Atlético-MG             | Olympico          | Desconhecido                      |
| 1954 a 1969   | Não houve disputa       | Não houve disputa | Não houve disputa                 |
| 1970 Detalhes | Minas T. C.             | Desconhecido      | Desconhecido                      |
| 1971 Detalhes | Minas T.C.              | Desconhecido      | Desconhecido                      |
| 1972 Detalhes | Minas T. C.             | Desconhecido      | Desconhecido                      |
| 1973 Detalhes | Minas T. C.             | Desconhecido      | Desconhecido                      |
| 1974 Detalhes | Sport Club Juiz de Fora | Desconhecido      | Desconhecido                      |
| 1976 Detalhes | Minas T.C.              | Desconhecido      | Desconhecido                      |
| 1977 Detalhes | Minas T.C.              | Desconhecido      | Desconhecido                      |
| 1978 Detalhes | Minas T.C.              | Desconhecido      | Desconhecido                      |
| 1979 Detalhes | Minas T.C.              | Desconhecido      | Desconhecido                      |
| 1980 Detalhes | Atlético-MG             | Desconhecido      | Desconhecido                      |
| 1981 Detalhes | Atlético-MG             | Desconhecido      | Desconhecido                      |
| 1982 Detalhes | Atlético-MG             | Desconhecido      | Desconhecido                      |
| 1983 Detalhes | Atlético-MG             | Desconhecido      | Desconhecido                      |
| 1984 Detalhes | Minas T.C.              | Desconhecido      | Desconhecido                      |
| 1985 Detalhes | Minas T.C.              | Desconhecido      | Desconhecido                      |
| 1986 a 1997   | Não houve disputa       | Não houve disputa | Não houve disputa                 |
| 1998 Detalhes | Try On/MRV/Minas        | Desconhecido      | Desconhecido                      |
| 1999 Detalhes | Minas T.C.              | Desconhecido      | Desconhecido                      |
| 2000 Detalhes | Minas T.C.              | Desconhecido      | Desconhecido                      |
| 2001 Detalhes | Telemig Celular/Minas   | Desconhecido      | Desconhecido                      |
| 2002 Detalhes | Telemig Celular/Minas   | Desconhecido      | Desconhecido                      |
| 2003 Detalhes | Telemig Celular/Minas   | Desconhecido      | Desconhecido                      |
| 2004 Detalhes | Telemig Celular/Minas   | Desconhecido      | Desconhecido                      |
| 2005 Detalhes | Telemig Celular/Minas   | Desconhecido      | Desconhecido                      |
| 2006 Detalhes | Telemig Celular/Minas   | Sada Betim        | Congonhas/ Academia Gênesis       |
| 2007 Detalhes | Telemig Celular/Minas   | Tigre Unisul      | Sada Betim                        |
| 2008 Detalhes | Sada Betim              | Vivo/Minas        | Café Cajubá/UTC/Politécnica       |
| 2009 Detalhes | Montes Claros           | Vivo/Minas        | Sada Cruzeiro                     |
| 2010 Detalhes | Sada Cruzeiro           | Vivo/Minas        | BMG/Montes Claros                 |
| 2011 Detalhes | Sada Cruzeiro           | Vivo/Minas        | BMG/Montes Claros                 |
| 2012 Detalhes | Sada Cruzeiro           | Vivo/Minas        | UFJF                              |
| 2013 Detalhes | Sada Cruzeiro           | Vivo/Minas        | Sertão Minas/Pirapora             |
| 2014 Detalhes | Sada Cruzeiro           | Vivo/Minas        | UFJF                              |
| 2015 Detalhes | Sada Cruzeiro           | Minas TC          | Montes Claros Vôlei               |
| 2016 Detalhes | Sada Cruzeiro           | Minas TC          | Montes Claros Vôlei               |
| 2017 Detalhes | Sada Cruzeiro           | Minas TC          | Montes Claros Vôlei               |
| 2018 Detalhes | Sada Cruzeiro           | Minas TC          | Lavras Vôlei                      |
| 2019 Detalhes | Sada Cruzeiro           | FIAT/Minas TC     | América Vôlei/Montes Claros Vôlei |
| 2020 Detalhes | Sada Cruzeiro           | FIAT/Minas TC     | Azulim/Gabarito/Uberlândia        |
| 2021 Detalhes | Sada Cruzeiro           | FIAT/Minas TC     | América Vôlei/Montes Claros Vôlei |
| 2022 Detalhes | Sada Cruzeiro           | FIAT/Minas TC     | Olympico                          |
| 2023 Detalhes | Sada Cruzeiro           | FIAT/Minas TC     | Araguari                          |
| 2024 Detalhes | Sada Cruzeiro           | FIAT/Minas TC     | Praia Clube                       |

### Títulos por clube
| Pos  | Equipe                      | Campeão | Vice-campeão | Terceiro lugar |
| ---- | --------------------------- | ------- | ------------ | -------------- |
| 1.º  | Minas T.C.                  | 20      | 17           | 0              |
| 2.º  | Sada Cruzeiro               | 16      | 1            | 2              |
| 3.º  | Atlético-MG                 | 12      | 0            | 0              |
| 4.º  | Glória E.C.                 | 2       | 0            | 0              |
| 5.º  | Olympico                    | 1       | 1            | 1              |
| 6.º  | ASA                         | 1       | 1            | 0              |
| 7.º  | Montes Claros               | 1       | 0            | 7              |
| 8.º  | Clube Marcos Lisboa         | 1       | 0            | 0              |
| 8.º  | E.C. Payssandu              | 1       | 0            | 0              |
| 8.º  | Sport Club                  | 1       | 0            | 0              |
| 11.º | Tigre Unisul                | 0       | 1            | 0              |
| 12.º | UFJF                        | 0       | 0            | 2              |
| 13.º | Azulim/Gabarito/Uberlândia  | 0       | 0            | 1              |
| 13.º | Café Cajubá/UTC/Politécnica | 0       | 0            | 1              |
| 13.º | Congonhas/ Academia Gênesis | 0       | 0            | 1              |
| 13.º | Lavras Vôlei                | 0       | 0            | 1              |
| 13.º | Sertão Minas/Pirapora       | 0       | 0            | 1              |
| 13.º | Araguari Vôlei              | 0       | 0            | 1              |
| 13.º | Praia Clube                 | 0       | 0            | 1              |

## Campeonato Mineiro de Voleibol Feminino
| Ano                  | Campeão           | Vice-Campeão       | Terceiro Lugar    |
| -------------------- | ----------------- | ------------------ | ----------------- |
| 1934 Detalhes        | ASA               | Academia Fischer   | Desconhecido      |
| 1935                 | Não houve disputa | Não houve disputa  | Não houve disputa |
| 1936 Detalhes        | Academia Fischer  | Desconhecido       | Desconhecido      |
| 1937 Detalhes        | Florentino Clube  | Desconhecido       | Desconhecido      |
| 1938 e 1939          | Não houve disputa | Não houve disputa  | Não houve disputa |
| 1940 Detalhes        | Minas T.C.        | Atlético-MG        | América-MG        |
| 1941 a 1945          | Não houve disputa | Não houve disputa  | Não houve disputa |
| 1946 Detalhes        | Minas T.C         | Atlético-MG        | Desconhecido      |
| 1947 a 1948          | Não houve disputa | Não houve disputa  | Não houve disputa |
| 1949 Detalhes        | Minas T.C.        | Desconhecido       | Desconhecido      |
| 1950 Detalhes        | Desconhecido      | Desconhecido       | Desconhecido      |
| 1951 Detalhes        | Desconhecido      | Desconhecido       | Desconhecido      |
| 1952 Detalhes        | Mackenzie         | Atlético-MG        | Desconhecido      |
| 1953 Detalhes        | Mackenzie         | Montes Claros      | Desconhecido      |
| 1954 Detalhes        | Mackenzie         | Desconhecido       | Desconhecido      |
| 1955 Detalhes        | Mackenzie         | Desconhecido       | Desconhecido      |
| 1956 Detalhes        | Mackenzie         | Desconhecido       | Desconhecido      |
| 1957 Detalhes        | Mackenzie         | Desconhecido       | Desconhecido      |
| 1958 Detalhes        | Desconhecido      | Desconhecido       | Desconhecido      |
| 1959 Detalhes        | Atlético-MG       | Desconhecido       | Desconhecido      |
| 1960 Detalhes        | Atlético-MG       | Desconhecido       | Desconhecido      |
| 1961 a 1971 Detalhes | Desconhecido      | Desconhecido       | Desconhecido      |
| 1972 Detalhes        | Mackenzie         | Desconhecido       | Desconhecido      |
| 1973 Detalhes        | Mackenzie         | Desconhecido       | Desconhecido      |
| 1974 Detalhes        | Mackenzie         | Desconhecido       | Desconhecido      |
| 1975 Detalhes        | Mackenzie         | Desconhecido       | Desconhecido      |
| 1976 Detalhes        | Mackenzie         | Desconhecido       | Desconhecido      |
| 1977 Detalhes        | Mackenzie         | Desconhecido       | Desconhecido      |
| 1978 Detalhes        | Mackenzie         | Desconhecido       | Desconhecido      |
| 1979 a 1982 Detalhes | Desconhecido      | Desconhecido       | Desconhecido      |
| 1983                 | Juiz de Fora      | Minas T.C.         | Desconhecido      |
| 1984                 | Juiz de Fora      | Minas T.C.         | Desconhecido      |
| 1985 a 1997          | Não houve disputa | Não houve disputa  | Não houve disputa |
| 1998 a 2000 Detalhes | Desconhecido      | Desconhecido       | Desconhecido      |
| 2001 Detalhes        | Desconhecido      | Desconhecido       | Desconhecido      |
| 2002 Detalhes        | Desconhecido      | Desconhecido       | Desconhecido      |
| 2003 Detalhes        | Minas T.C.        | Desconhecido       | Desconhecido      |
| 2004 a 2005          | Não houve disputa | Não houve disputa  | Não houve disputa |
| 2006 Detalhes        | Praia Clube       | PM de Betim        | Sete Lagoas       |
| 2007                 | Não houve disputa | Não houve disputa  | Não houve disputa |
| 2008 Detalhes        | Mackenzie         | PM de Betim        | Lagoa Santa       |
| 2009                 | Não houve disputa | Não houve disputa  | Não houve disputa |
| 2010 Detalhes        | Mackenzie         | Minas T. C.        | Praia Clube       |
| 2011 Detalhes        | Praia Clube       | Mackenzie          | Minas T. C.       |
| 2012 Detalhes        | Não houve disputa | Não houve disputa  | Não houve disputa |
| 2013 Detalhes        | Praia Clube       | Minas T. C.        | Dom Pedro II      |
| 2014 Detalhes        | Praia Clube       | Minas T. C.        | Dom Pedro II      |
| 2015 Detalhes        | Praia Clube       | Minas T. C.        | Volei Itabirito   |
| 2016                 | Não houve disputa | Não houve disputa  | Não houve disputa |
| 2017 Detalhes        | Minas T. C.       | Praia Clube        | Volei Itabirito   |
| 2018 Detalhes        | Minas T. C.       | Praia Clube        | Brasília Vôlei    |
| 2019 Detalhes        | Praia Clube       | Minas T. C.        | Curitiba Vôlei    |
| 2020 Detalhes        | Minas T. C.       | Praia Clube        | Brasília Vôlei    |
| 2021 Detalhes        | Praia Clube       | Minas T. C.        | Brasília Vôlei    |
| 2022 Detalhes        | Minas T. C.       | Praia Clube        | Brasília Vôlei    |
| 2023 Detalhes        | Praia Clube       | Minas T. C.        | Brasília Vôlei    |
| 2024 Detalhes        | Gerdau-Minas      | Dentil/Praia Clube | Mackenzie         |

### Títulos por clube
| Pos  | Equipe           | Campeão | Vice-campeão | Terceiro lugar |
| ---- | ---------------- | ------- | ------------ | -------------- |
| 1.º  | Mackenzie        | 15      | 1            | 1              |
| 2.º  | Minas T. C.      | 9       | 8            | 1              |
| 3.º  | Praia Clube      | 9       | 5            | 1              |
| 4.º  | Atlético-MG      | 2       | 3            | 0              |
| 6.º  | Juiz de Fora     | 2       | 0            | 0              |
| 7.º  | Academia Fischer | 1       | 1            | 0              |
| 8.º  | ASA              | 1       | 0            | 0              |
| 8.º  | Florentino Clube | 1       | 0            | 0              |
| 10.º | PM de Betim      | 0       | 2            | 0              |
| 11.º | Montes Claros    | 0       | 1            | 0              |
| 12.º | Brasília Vôlei   | 0       | 0            | 5              |
| 13.º | Dom Pedro II     | 0       | 0            | 2              |
| 13.º | Volei Itabirito  | 0       | 0            | 2              |
| 15.º | América-MG       | 0       | 0            | 1              |
| 15.º | Curitiba Vôlei   | 0       | 0            | 1              |
| 15.º | Lagoa Santa      | 0       | 0            | 1              |
| 15.º | Sete Lagoas      | 0       | 0            | 1              |